# Valle d'Aosta Calcio
Il Valle d'Aosta Calcio, meglio noto come Valle d'Aosta, è stata una società calcistica italiana con sede nella città di Aosta. Nata nel 1997, terminò la sua esistenza nel 2010.
Il livello più alto mai raggiunto dal club fu la partecipazione al Campionato Nazionale Dilettanti ridenominato in seguito Serie D, quinto livello nazionale in quegli anni, a cui ha preso parte per dieci volte. Il miglior risultato conseguito fu un quarto posto.
I colori sociali erano il rosso e il nero e giocava le partite di casa allo Stadio Mario Puchoz di Aosta.

## Storia
Nel 1997 lo Châtillon Saint-Vincent, partecipante al Campionato Nazionale Dilettanti, cambiò nome in Unione Sportiva Valle d'Aosta Châtillon Saint-Vincent Fenusma, adottando come colori il bianco e l'azzurro e scegliendo come stadio il Piergiorgio Perucca di Saint-Vincent. Dopo la scomparsa della storica Unione Sportiva Aosta 1911, nel 1998-1999 lo Châtillon provò ad attribuirsi l'eredità fattuale della vecchia compagine giocando ad Aosta, cambiando il colore delle proprie maglie da biancazzurro a rossonero e ridenominandosi in Valle d'Aosta Calcio nel 2000. La società non andò oltre la Serie D, avendo come migliori risultati il quarto posto nel Campionato Nazionale Dilettanti 1998-1999 e l'ottavo nella Serie D 2001-2002. Nel 2002-2003 effettuò la fusione con l'Unione Sportiva Aosta Sarre, che militava in Eccellenza, ed assunse la denominazione di V.D.A. Aosta Sarre. La stagione successiva retrocesse in Eccellenza ma venne ripescato, tuttavia arrivò di nuovo la retrocessione dopo aver perso i play-out. I primi due campionati d'Eccellenza furono difficili e i valdostani si salvarono ai play-out. Nel 2007 la squadra tornò a chiamarsi Valle d'Aosta Calcio e nello stesso anno vinse il campionato di Eccellenza e venne promossa in Serie D; dopo due anni, in seguito alla retrocessione in Eccellenza, la società fallì.

## Colori e simboli

### Colori
I colori del club erano in origine il bianco e l'azzurro, nel 1999 questi vennero sostituiti dal rosso e dal nero, presenti anche sulla bandiera della Valle d'Aosta.
Il simbolo del Valle d'Aosta era il Leone rampante, che rappresenta anche la regione.

## Strutture

### Stadio
Il primo campo da gioco fu lo Stadio Piergiorgio Perucca di Saint-Vincent, successivamente la squadra si trasferì allo Stadio Mario Puchoz, di Aosta, con una capienza massima di 2 500 posti. L'impianto venne chiamato così in memoria dell'alpinista valdostano morto nella scalata al K2.

### Centro di allenamento
Il Valle d'Aosta svolgeva i propri allenamenti allo Stadio Piergiorgio Perucca, infine essi vennero svolti allo Stadio Mario Puchoz.

## Allenatori e presidenti
Fonte:

- 1997-1998  Rosario Rampanti
- 1998-1999  Vincenzo Chiarenza (1ª-11ª)
 Claudio Fermanelli (12ª-34ª)
- 1999-2000  Claudio Fermanelli (1ª-10ª)
 Piero Ciri (11ª-21ª)
 Claudio Fermanelli (22ª-34ª)
- 2000-2002  Giorgio Benedetti
- 2002-2003  Giorgio Benedetti (1ª-5ª)
 Giuseppe Savoldi (6ª-8ª)
 Roberto Bacchin (9ª-28ª)
 Giorgio Benedetti (29ª-34ª)
- 2003-2004  Massimo Gardano (1ª-16ª)
 Marco Osio (17ª-34ª)
- 2004-2005  Marco Osio (1ª-22ª)
 Carlo Bresciani (23ª-34ª)
- 2005-2006  Marco Girelli (1ª-23ª)
 Liborio Mirisola (24ª-30ª)
- 2006-2007  Liborio Mirisola
- 2007-2008  Giorgio Campagna (1ª-8ª)
 Giorgio Benedetti (9ª-30ª)
- 2008-2009  Giorgio Benedetti (1ª-20ª)
 Luigi Danieli (21ª-22ª)
 Stefano Sottili (23ª-34ª)
- 2009-2010  Damiani (1ª-3ª)
 Baracco (4ª-6ª)
 Pasciuti (7ª-8ª)
 M. Monetta (9ª-13ª)
 M. Poma (14ª-19ª)
 M. Monetta (20ª-34ª)

- 1997-1998  Francesco Grillo
- 1998-1999  Francesco Grillo e  Anacleto Benin
- 1999-2000  Anacleto Benin
- 2000-2001  Mario Montrucchio e  Domenico Fusani
- 2001-2003  Mario Montrucchio
- 2003-2007  Giuseppe Amato
- 2007-2009  Ettore Rodolfo Menicucci
- 2009-2010  Manuel Ravelli

## Palmarès

### Competizioni regionali
- Eccellenza Piemonte-Valle d'Aosta: 1

2007-2008 (girone A)

## Statistiche e record

### Partecipazione ai campionati

#### Campionati nazionali
| Livello | Categoria | Partecipazioni | Debutto   | Ultima stagione | Totale |
| ------- | --------- | -------------- | --------- | --------------- | ------ |
| 5º      | Serie D   | 8              | 1999-2000 | 2009-2010       | 10     |
| 5º      | C.N.D.    | 2              | 1997-1998 | 1998-1999       | 10     |

Il Valle d'Aosta ha disputato 10 campionati nazionali.

#### Campionati regionali
| Livello | Categoria  | Partecipazioni | Debutto   | Ultima stagione | Totale |
| ------- | ---------- | -------------- | --------- | --------------- | ------ |
| I       | Eccellenza | 3              | 2005-2006 | 2007-2008       | 3      |

Il Valle d'Aosta ha disputato 3 campionati regionali.

### Partecipazione alle coppe
| Categoria               | Partecipazioni | Debutto   | Ultima stagione | Totale |
| ----------------------- | -------------- | --------- | --------------- | ------ |
| Coppa Italia Serie D    | 8              | 1999-2000 | 2009-2010       | 10     |
| Coppa Italia Dilettanti | 5              | 1997-1998 | 2007-2008       | 5      |